# William C. Gorgas

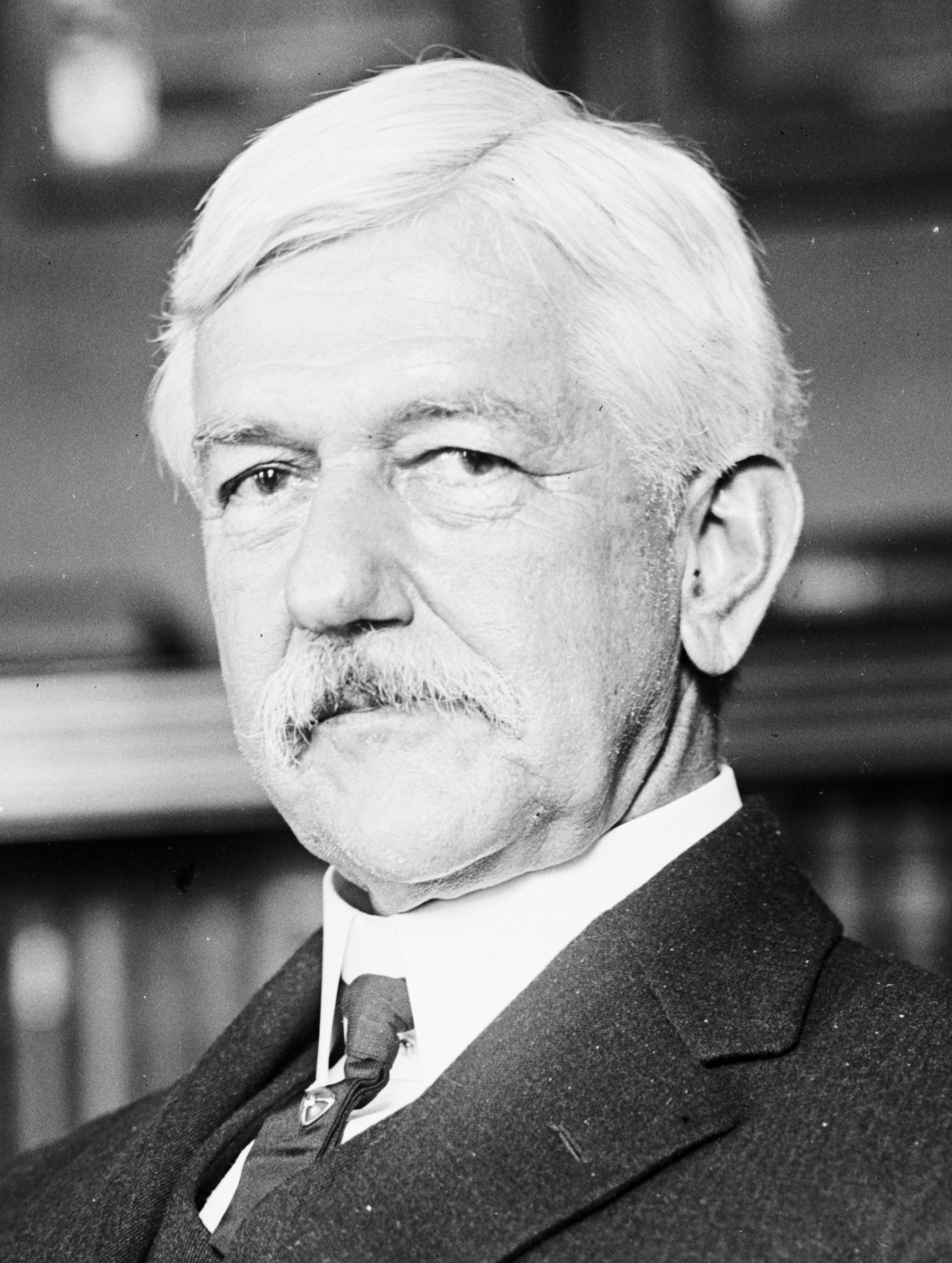
William C. Gorgas (1914).

William Crawford Gorgas, född 3 oktober 1854 i Mobile County i Alabama, död 3 juli 1920, var en amerikansk generalfältläkare. Han var son till sydstatsarméns generalfälttygmästare Josiah Gorgas. Som militärläkare lyckades han utrota gula febern på Kuba och i Panama.
Gorgas fick i uppdrag att bekämpa gula febern på Kuba och lyckades, tack vare Walter Reeds påvisande av en myggart som överförare av smittan, inom loppet av tre månader göra Havanna fritt från sjukdomen. Han insattes därefter i kommissionen för Panamakanalens bygge, och lyckades häva den bland arbetarna rasande gula febern och gjorde därigenom Panamakanalens fullbordande möjligt. 1918 blev Gorgas chef för Rockefellerinstitutets avdelning av International board för bekämpande av gula febern. Han tilldelades Buchananmedaljen 1912.